# Melanolophia madefactaria
Melanolophia madefactaria là một loài bướm đêm trong họ Geometridae.